# BYD F3
La BYD F3 est une berline chinoise s'inspirant de la Toyota Corolla conçue par le constructeur automobile BYD. Sortie en 2005, elle s'est vendue à 250 000 exemplaire en 2009, ce qui a fait d'elle le numéro 2 du marché derrière la Hyundai Elantra.
Elle est disponible en version tricorps 4 portes ou avec un hayon, dans ce cas-là elle est rebaptisée BYD F3R.
Outre les moteurs essence de 1,5 et 1,6 litre, sa gamme dispose entre autres d'une motorisation hybride.
Depuis 2009, elle s'est vue rejointe dans la gamme BYD par deux modèles étroitement dérivés : les G3 et L3.
Fin 2012, elle reste au catalogue malgré l'arrivée de la BYD Surui.